# Miłomłyn
Miłomłyn [mʲi'wɔmwɨn] (deutsch Liebemühl) ist eine Stadt in der polnischen Woiwodschaft Ermland-Masuren. Sie ist Sitz der gleichnamigen Stadt-und-Land-Gemeinde im Powiat Ostródzki (Kreis Osterode in Ostpreußen).

## Geographische Lage
Die Kleinstadt liegt im Oberland der historischen Region Ostpreußen, im Osten der Eylauer Seenplatte, etwa 65 km südöstlich von Elbląg (Elbing), 50 km westlich der Woiwodschaftshauptstadt Olsztyn (Allenstein) und elf Kilometer nordwestlich der Kreisstadt Ostróda (Osterode in Ostpreußen). Bis zum Großen Eyling-See (polnisch Jezioro Ilińsk) sind es 1,5 Kilometer.
Die Stadt wird von der Schnellstraße 7 (Europastraße 77) Danzig – Warschau – Krakau durchquert. Der früher vorhandene Anschluss an die Bahnlinie Mohrungen-Osterode (Morąg–Ostróda) ist stillgelegt und abgebaut. Mit dem Berting-, Röthloff- und Drewenzsee befinden sich weitere größere Seen in der Nähe, und der Oberländische Kanal verzweigt sich hier nach Norden Richtung Elbing und nach Westen zum Geserichsee (Jeziorak). Hier endet auch das Flüsschen Liebe (polnisch Miłakówka), das dem Ort seinen deutschen Namen Liebemühl gab. Östlich erstrecken sich ausgedehnte Waldgebiete, zu denen auch der unmittelbar an der Ortsgrenze beginnende früher so genannte Prinzwald gehört.

## Geschichte

### Ortsgeschichte
Die Ritter des Deutschen Ordens nutzten vermutlich schon Ende des 13. Jahrhunderts die geschützte Halbinsel zwischen dem Fluss Liebe und dem Eylingsee zur Errichtung einer Wassermühle, die sie durch Befestigungen sicherten. Zur Förderung der Besiedlung des Sassen genannten Umlandes wurden im ersten Viertel des 14. Jahrhunderts nahe der Mühle eine Ordensburg errichtet und eine Siedlung angelegt. Deren rasche Entwicklung veranlasste den Christburger Komtur Walter Kerskoff, dem zu dieser Zeit „Lyebemole“ genannten Ort 1334 nach Kulmer Recht das Stadtrecht zu verleihen. Die Stadt wurde mit einer wehrhaften Befestigung versehen, in die 1431 die Pfarrkirche mit einbezogen wurde. Während des Dreizehnjährigen Krieges (1454–1466) zwischen dem sich gegen finanzielle Unterdrückung wehrenden Preußischen Bund und dem Orden verharrte die Burgbesatzung auf Seiten des Ordens, während die Stadtbewohner sich dem Bund anschlossen. Bei der letzten militärischen Auseinandersetzung des Ordens gegen Polen, im Reiterkrieg von 1519 bis 1525, wurde Liebemühl während einer kurzzeitigen Besetzung durch polnische Truppen zerstört.
Nach der Säkularisation des Ordensstaates und seiner Umwandlung in das Herzogtum Preußen im Jahre 1525 wurde die Stadt dem Oberländischen Kreis unterstellt und erhielt den Sitz eines Hauptamtes. 1567 überließ der preußische Herzog Albrecht das Schloss und die Einkünfte aus der Stadt für zwanzig Jahre den evangelischen Bischöfen von Pomesanien. In dieser Zeitspanne residierten die Bischöfe Georg von Venediger und Johannes Wigand auf dem Liebemühler Schloss. Beide Bischöfe wurden in der Liebemühler Kirche beigesetzt. Im Oktober 1628 wurde Liebemühl durch schwedische Truppen, die während des 1. Polnisch-Schwedischen Krieges durch das Land zogen, so stark zerstört, dass die Stadt über längere Zeit wüst lag.

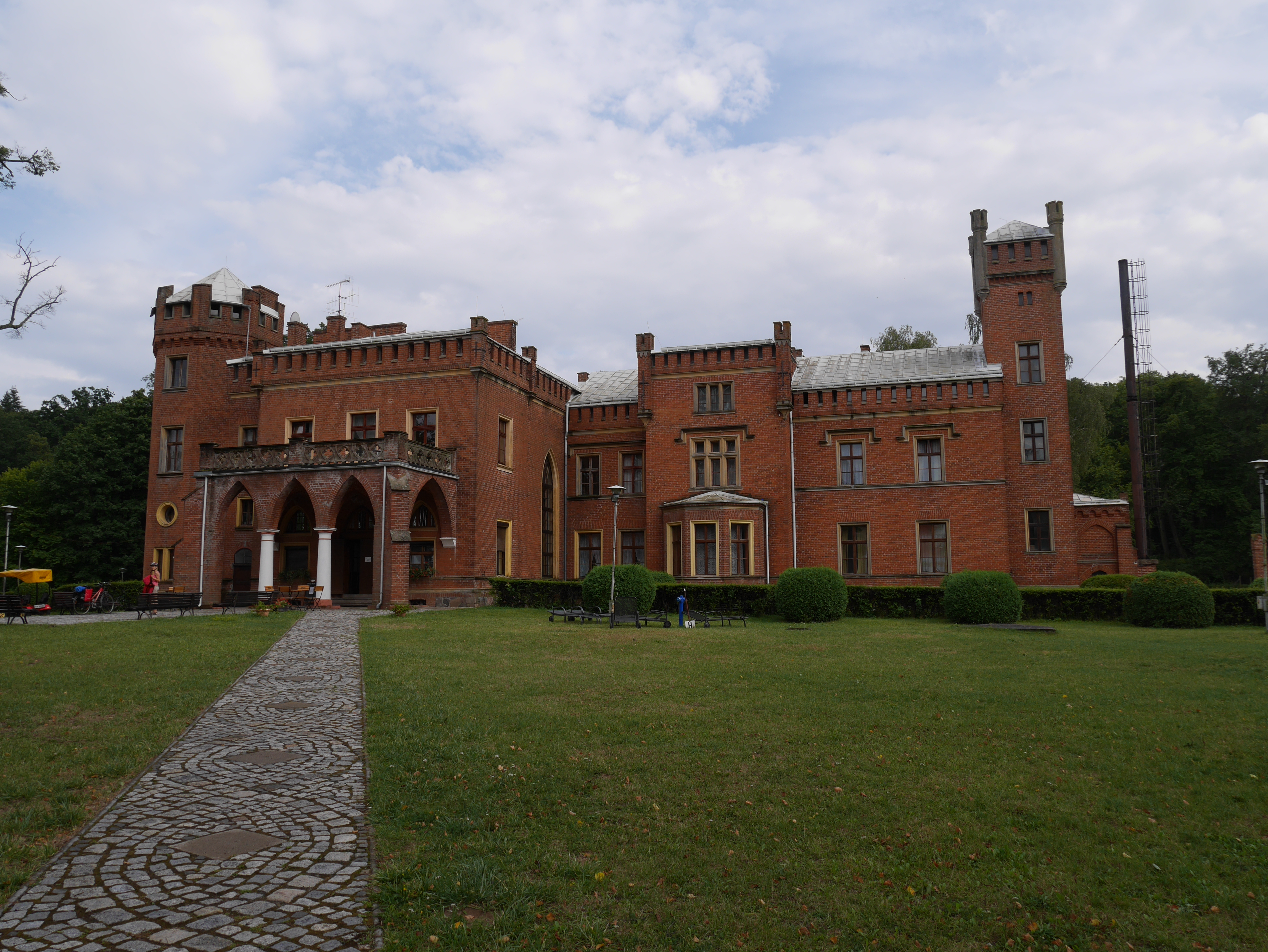
Schloss Karnitten

Erst zu Beginn des 18. Jahrhunderts normalisierte sich das Leben wieder. Als im Zuge der preußischen Kreisreform von 1752 der Oberländische Kreis aufgeteilt wurde, kam Liebemühl in den Kreis Mohrungen, behielt aber den Sitz des Hauptamtes. 1782 hatte die Stadt 1100 Einwohner, die hauptsächlich von der Land- und Forstwirtschaft lebten. Nach einer erneuten Verwaltungsreform wurde Liebemühl 1815 dem Kreis Osterode zugeordnet. Am 1. November 1835 war die die Stadt durchquerende spätere Reichsstraße 130 von Elbing nach Osterode fertiggestellt. Mit dem Oberländischen Kanal erhielt Liebemühl ab 1860 Anschluss an einen weiteren wirtschaftlich wichtigen Verkehrsweg.
Mit den Eisenbahnstrecken Elbing – Osterode (ab 1893) und Wormditt – Osterode (ab 1902) wurde das die Stadt berührende Verkehrswegenetz komplettiert. Dies veranlasste mehrere Industriebetriebe zur Ansiedlung, und so waren zur Jahrhundertwende Schiffbaubetriebe, Ziegeleien und Holzverarbeitung ansässig. Innerhalb von 100 Jahren hatte sich die Einwohnerzahl verdoppelt und betrug 1880 2234. Davon waren 97 Prozent evangelischer Konfession.
Am 11. Juli 1920 wurden die Einwohner Liebemühls gezwungen, sich im Rahmen der durch den Versailler Vertrag angeordneten Volksabstimmung zwischen der Zugehörigkeit zu Ostpreußen oder Polen zu entscheiden. In Liebemühl stimmten 1460 Einwohner für den Verbleib bei Ostpreußen, auf Polen entfielen keine Stimmen. Die Stadt rückte dadurch an die Grenze zum Polnischen Korridor und verlor damit ihr westliches Hinterland. Durch den Zuzug ehemaliger Bewohner der für die Einrichtung des Polnischen Korridors verlorengegangenen westpreußischen Gebiete erhöhte sich die Einwohnerzahl bis 1939 noch einmal auf 2439. Von ihnen arbeiteten 1036 in der Industrie und im Handel, 446 waren in der Land- und Forstwirtschaft beschäftigt, und in Handel und Verkehr waren 427 Einwohner tätig.
Bis 1945 gehörte Liebemühl zum Landkreis Osterode im Regierungsbezirk Allenstein der Provinz Ostpreußen des Deutschen Reichs. In das Stadtgebiet eingegliedert waren zehn Ortschaften:
| Deutscher Name                | Polnischer Name |  | Deutscher Name | Polnischer Name |
| ----------------------------- | --------------- |  | -------------- | --------------- |
| Baginsken 1938–1945 Bürgersee | Bagieńsko       |  | Karlshof       | Wydmuch         |
| Emilienthal                   | Zatoka          |  | Leopoldmühle   |                 |
| Eylingshöh                    | Iląg            |  | Liebrode       | Zacisze         |
| Faltianken                    | Faltyjanki      |  | Ludwigsberg    |                 |
| Goldsberg                     | Ziemaki         |  | Sonnenhof      | Przejazd        |

Gegen Ende des Zweiten Weltkriegs wurde Liebemühl im Januar 1945 von der Roten Armee eingenommen und besetzt. Nach Kriegsende wurde Liebemühl zusammen mit der südlichen Hälfte Ostpreußens unter polnische Verwaltung gestellt. Anschließend setzte der Zuzug polnischer Zivilisten ein. Die Stadt erhielt den polnischen Namen Miłomłyn. Soweit die deutschen Bewohner nicht geflohen waren, wurden sie vertrieben.
Die Stadt verlor ihre Stadtrechte und konnte sie erst zum 1. Januar 1998 wiedererlangen.

### Demographie
| Jahr | Einwohnerzahl | Anmerkungen                                                                                |
| ---- | ------------- | ------------------------------------------------------------------------------------------ |
| 1782 | ≈ 1100        | [ 5 ]                                                                                      |
| 1802 | 1033          | [ 6 ]                                                                                      |
| 1810 | 0933          | [ 6 ]                                                                                      |
| 1816 | 1105          | davon 1067 Evangelische und 38 Katholiken (zwei Schullehrer oder -lehrerinnen)             |
| 1818 | 1107          | [ 7 ]                                                                                      |
| 1821 | 1147          | in 134 Privatwohnhäusern                                                                   |
| 1831 | 1222          | Deutsche                                                                                   |
| 1837 | 1216          | [ 9 ]                                                                                      |
| 1852 | 1915          | davon 1777 in der Stadt und 138 Einwohner in der Amtsfreiheit                              |
| 1867 | 2210          | am 3. Dezember                                                                             |
| 1871 | 2201          | am 1. Dezember, davon 2104 Evangelische, 23 Katholiken, elf sonstige Christen und 63 Juden |
| 1875 | 2254          | [ 12 ]                                                                                     |
| 1890 | 2150          | darunter 35 Katholiken und 24 Juden                                                        |
| 1900 | 2400          | [ 13 ]                                                                                     |
| 1910 | 2374          | am 1. Dezember 1910                                                                        |
| 1933 | 2300          | [ 12 ]                                                                                     |
| 1939 | 2439          | [ 12 ]                                                                                     |
| 2020 | 4886          | am 31. Dezember 2020                                                                       |

## Religionen

### Christentum

#### Kirchengebäude

##### St.-Bartholomäus-Kirche

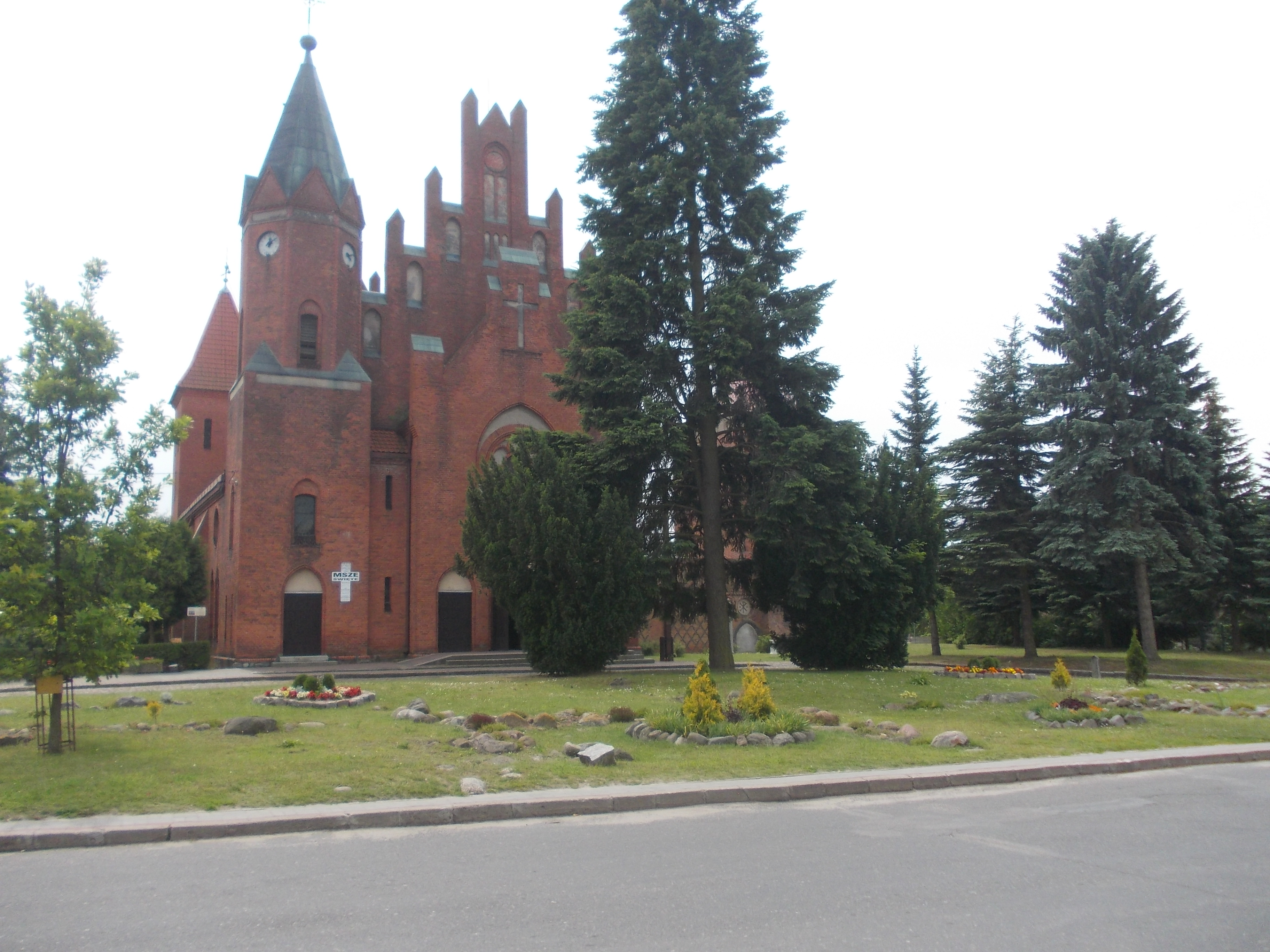
Die römisch-katholische (bis 1945 evangelische) St.-Bartholomäus-Kirche

Eine um 1335 gebaute und 1341 geweihte Kirche war trotz aufwendiger Restaurierungen über die Jahrhunderte so baufällig geworden, dass sie 1898 abgerissen werden musste. Ein neues Gebäude wurde errichtet, das 1901 eingeweiht werden konnte: eine chorlose, neugotische Backsteinkirche, die mit Treppen- und Spitzgiebeln sowie halbrunden, verputzten Nischen geschmückt ist.

Glasfenster „Bergpredigt“ der Glasmalereianstalt Ferdinand Müller

Die Innenausstattung stammt aus der Vorgängerkirche: der Altar von 1712/1718 mit Schnitzwerken von Johann Döbel und Isaak Riga sowie eine mit bemerkenswerten Büsten versehene spätbarocke Kanzel von 1720. Die Kirchenfenster aus dem Jahre 1901 stammen aus der Glasmalereianstalt Ferdinand Müller. Die Orgel aus dem gleichen Jahr fertigten der Orgelbaumeister August Terletzki und Eduard Wittek an.
Nach 1945 übernahm die Römisch-katholische Kirche das bisher evangelische Gotteshaus und überarbeitete sie im Innern entsprechend den veränderten liturgischen Bräuchen.
yn genannten Stadt das Ende der evangelischen Gemeinde ein. Sie gehört jetzt zur Kirchengemeinde Ostróda in der Diözese Masuren der Evangelisch-Augsburgischen Kirche in Polen.

##### St.-Elisabeth-Kapelle
In den Jahren 1931/32 errichtete man die kleine Kapelle als Gottesdienstraum der römisch-katholischen Kirche. Nach dem Krieg diente sie der evangelischen Gemeinde bis in die 1960er Jahre. Danach übernahm sie wieder die römisch-katholische Kirche, die sie heute als Filialkirche der Pfarrei Miłomłyn nutzt.

#### Evangelische Kirchengemeinde
Die bereits in vorreformatorischer Zeit in Liebemühl entstandene Kirchengemeinde bekannte sich nach 1525 zur lutherischen Konfession. Der Amtssitze der evangelischen Bischöfe von Pomesanien wurde von 1567 bis 1587 nach Liebemühl verlegt, wo die Burg als bischöfliche Residenz fungierte. Hier waren die Bischöfe Georg von Venediger und Johann Wigand tätig, die auch beide in der Pfarrkirche ihre letzte Ruhestätte fanden. Nach 1587 gehörte Liebemühl zum Inspektionsbezirk des Konsistoriums Saalfeld (polnisch Zalewo) und später bis 1945 zum Superintendenturbezirk Osterode i. Ostpr. (polnisch Ostróda) im Kirchenkreis Osterode innerhalb der Kirchenprovinz Ostpreußen der Kirche der Altpreußischen Union. Im Jahre 1925 zählte das Liebemühlöe Kirchspiel 2.216 Gemeindeglieder. Flucht und Vertreibung der einheimischen Bevölkerung leiteten nach 1945 in der dann Miłomłyn genannten Stadt ein. Sie gehört jetzt zur Kirchengemeinde in Ostróda (Osterode i. Ostpr.) in der Diözese Masuren der Evangelisch-Augsburgischen Kirche in Polen.

#### Römisch-katholische Pfarrgemeinde
Die Zahl der römisch-katholischen Einwohner war vor 1945 im Gegenüber der evangelischen Kirchenglieder relativ gering. Doch wurde 1931/32 der Bau eines Gotteshauses notwendig, das dann als St.-Elisabeth-Kapelle in Dienst genommen wurde. Nach 1945 wuchs die Zahl der römisch-katholischen Einwohner aufgrund zahlreicher Neuansiedlungen in der dann Miłomłyn genannten Stadt. Am 15. Februar 1962 errichtete der ermländische Bischof Tomasz Wilczyński hier eine eigene Pfarrei. Ihr wurde am 19. April 1993 die St.-Elisabeth-Kapelle als Filialkirche beigegeben. Die Pfarrei ist heute Teil des Dekanats Miłomłyn im Bistum Elbląg (Elbing).

#### Römisch-katholisches Dekanat
Die Kleinstadt Miłomłyn ist einer von 21 Dekanatssitzen im Bistum Elbląg. Zugeordnet sind sechs Pfarreien:
| Polnischer Name               | Deutscher Name                      |  | Polnischer Name                                      | Deutscher Name                               |
| ----------------------------- | ----------------------------------- |  | ---------------------------------------------------- | -------------------------------------------- |
| Boreczno mit Jaśkowo          | Schnellwalde mit Jäskendorf         |  | Miłomłyn-St. Bartholomäus mit Miłomłyn-St. Elisabeth | Liebemühl-St. Bartholomäus mit St. Elisabeth |
| Dobrzyki mit Kapelle Siemiany | Weinsdorf mit Kapelle Schwalgendorf |  | Samborowo                                            | (Königlich) Bergfriede                       |
| Liwa mit Bynowo               | Bieberswalde mit Bienau             |  | Szymonowo                                            | Groß Simnau                                  |

### Judentum
Vor 1945 gab es ist Liebemühl nur eine kleine jüdische Gemeinde. An der Straße nach Osterode hatte sie immerhin einen kleinen Friedhof mit wohl acht bis zehn Grabstellen. Dieser wurde in der Reichspogromnacht 1938 geschändet, existiert aber noch heute.

## Partnerschaften
Partnerschaften bestehen seit August 2005 mit Klötze in der Altmark und seit Oktober 2006 mit Bezdonys in Litauen.

## Gemeinde
Zur Stadt-und-Land-Gemeinde (gmina miejsko-wiejska) Miłomłyn gehören die Stadt selbst und 13 Dörfer mit Schulzenämtern.

## Persönlichkeiten
Söhne und Töchter der Stadt
- Fritz Mende (1843–1879), sozialdemokratischer Politiker
- Martin Urban (1913–2002), Kunsthistoriker, Museumsdirektor und Direktor der Nolde Stiftung Seebüll
- Brigitte Lebaan (1926–1988), Schauspielerin und Diseuse

Ehrenbürger
- Georg Steenke (1801–1884), Erbauer des Oberländischen Kanals.